# Cristian Villoldo
Cristian Villoldo, vollständiger Name Christian Marcel Villoldo Viola, (* 17. Januar 1985 in Colonia del Sacramento) ist ein uruguayischer Fußballspieler.

## Karriere
Der 1,76 Meter große Defensivakteur Villoldo stand spätestens seit Anfang 2005 in Reihen des uruguayischen Klubs Juventud. Von dort wechselte er im August 2006 zum Erstligisten Liverpool Montevideo. Zum Jahresanfang 2007 kehrte er zu Juventud zurück. In den Spielzeiten 2007/08 und 2008/09 sind für ihn 14 Spiele in der Primera División sowie 2009/10 mindestens zwei Einsätze in der Segunda División verzeichnet. Einen Treffer erzielte er nicht. Zur Apertura schloss er sich dem Zweitligisten Deportivo Maldonado an. In der Saison 2010/11 absolvierte er dort mindestens 18 Zweitligaspiele und schoss dabei zwei Tore. In der Folgespielzeit kam er 19-mal (kein Tor) in der zweithöchsten uruguayischen Spielklasse zum Einsatz. Im August 2012 folgte ein Wechsel nach Argentinien zu Las Heras Concordia.